# Jassargus geresensis
Jassargus geresensis är en insektsart som beskrevs av Lindberg 1960. Jassargus geresensis ingår i släktet Jassargus och familjen dvärgstritar. Inga underarter finns listade i Catalogue of Life.